# Johan Cruijff Arena

Logo Amsterdam Areny

Johan Cruijff Arena (dawniej Amsterdam Arena) – jeden z najnowocześniejszych stadionów sportowych świata w Amsterdamie w Holandii. Jego budowa rozpoczęła się 14 kwietnia 1993 roku, a została ukończona 3 lata później, 10 marca 1996. Stadion kosztował 250 milionów guldenów. Materiały zużyte na budowę to: 4000 ton stali i 70 000 m³ betonu, stadion zajmuje powierzchnię 35 000 m². Jego wysokość wynosi 75 m, długość 235 m, a szerokość 180 m. Pierwszy mecz na Johan Cruijff Arenie, wówczas pod nazwą Amsterdam Arena, został rozegrany 14 kwietnia 1996 pomiędzy Ajaxem a włoskim Milanem. Na co dzień rozgrywa tutaj swoje mecze drużyna Ajaxu, stadion jest również miejscem najważniejszych meczów reprezentacji Holandii. W 2000 r. był jedną z głównych aren piłkarskich mistrzostw Europy. 25 października 2017 roku nazwę stadionu oficjalnie zmieniono na: Johan Cruyff Arena, ku pamięci legendy Ajaxu i reprezentacji Holandii, Johana Cruijffa.
Johan Cruijff Arena zastąpił dawny stadion Ajaksu – De Meer Stadion.
Johan Cruijff Arena to pierwszy stadion w Holandii z rozsuwanym dachem. Jest to zaletą, ponieważ chroni murawę przed namoknięciem, ale stanowi także problem, gdyż pod zamkniętym dachem murawa nie ma odpowiednich warunków do wegetacji. Dodając do tego coroczne koncerty z cyklu Sensation, trzeba nadmienić, iż była ona wymieniana już 15 razy. Pojemność stadionu wynosi 54 990 miejsc, widoczność z każdego miejsca jest bardzo dobra. Nad trybunami wiszą dwa telebimy, pokazujące powtórki z akcji podczas meczów. Pod murawą znajduje się dwupoziomowy parking, który pomieści 2600 samochodów, obok stadionu mieści się drugi parking na 8500 aut. Na stadion można się dostać przez 65 wejść.

## Inne dane techniczne
- Miejsca VIP: 560 (56 skyboxes po 10 miejsc)
- Miejsca dla prasy: 216
- Miejsca dla udziałowców: 4 109
- Miejsca dla niepełnosprawnych: 68
- Czas zamykania dachu: 20 minut

## Ważniejsze wydarzenia
- 20 maja 1998 – finał Ligi Mistrzów: Real Madryt-Juventus F.C. 1:0.
- 29 czerwca 2000 – półfinał Mistrzostw Europy w Piłce Nożnej: Holandia-Włochy 0:0 (k. 1-3).
- 21 czerwca 2004 – amerykański zespół Metallica występował na Amsterdam Arenie podczas trasy koncertowej Madly In Anger With The World.
- Amerykańska piosenkarka Madonna występowała na Amsterdam Arenie podczas tras koncertowych: Confessions Tour (3 i 4 września 2006; widownia: 102 330 osób) oraz Sticky & Sweet Tour (2 września 2008; widownia: 50 588 osób).
- Irlandzki zespół U2 występował na Amsterdam Arenie podczas trasy koncertowej U2 360° Tour (20 i 21 lipca 2009).
- 15 maja 2013 – finał Ligi Europy: SL Benfica-Chelsea F.C. 1:2.
- W 2021 roku stadion był jedną z aren goszczących mecze Euro 2020[2].